# Sara Barber
Sara Katherine Barber (Brantford, 25 gennaio 1941 – Ottawa, 22 ottobre 2020) è stata una nuotatrice canadese.
Specializzata in vari stili, ha partecipato ai Giochi di Melbourne 1956 e di Roma 1960.
Ai Giochi panamericani del 1959, ha vinto 3 argenti, rispettivamente nei 100m dorso, nella Staffetta 4×100m sl e nella Staffetta 4×100m mista.